# Kościół św. Wojciecha w Jeruzalu
Kościół Świętego Wojciecha – rzymskokatolicki kościół parafialny należący do dekanatu siennickiego diecezji warszawsko-praskiej.

## Historia i architektura
Jest to budowla wzniesiona w latach 1757–58. Ufundowana została przez Kazimierza Rudzińskiego wojewodę mazowieckiego. Przebudowana została w 1882 roku – przedłużono wówczas nawę, zakrystię i kruchtę. Świątynia była remontowana w 1946 i 2007 roku.
Kościół jest trzynawowy, drewniany, posiada konstrukcję zrębową. Budowla jest orientowana. Posiada mniejsze prezbiterium w stosunku do nawy, zamknięte trójbocznie, z boku znajduje się zakrystia. Od frontu i z boku nawy są umieszczone kruchty. Kościół nakrywa dach dwukalenicowy, pokryty gontem z ośmiokątną wieżyczką na sygnaturkę. Jest ona zwieńczona blaszanym dachem hełmowym z latarnią. Wnętrze dzielą na trzy części dwa rzędy profilowanych słupów umieszczonych na wysokich cokołach po trzy sztuki. Nawa nakryta jest stropem płaskim, natomiast prezbiterium pozornym sklepieniem zwierciadlanym. Chór muzyczny jest podparty dwoma słupami i posiada parapet o prostej linii oraz balustradę ażurową. Prospekt organowy został wykonany w 1884 roku przez Stanisława Przybyłowicza. Na belce tęczowej znajduje się Grupa Pasyjna. Ołtarz główny i ambona reprezentują styl barokowy i powstały około połowy XVIII wieku. Chrzcielnica reprezentuje styl rokokowy i powstała w 2 połowie XVIII wieku. Dwie kropielnice: granitowa i drewniana powstały w XVIII wieku. Płyty nagrobne pochodzą z początku XVI wieku, jedna z nich jest ozdobiona stojącą postacią rycerza.
W kościele i na plebanii kręcone były zdjęcia do serialu telewizyjnego Ranczo oraz do filmu Ranczo Wilkowyje.